# Erpold Lindenbrog
Erpold Lindenbrog, en latin Lindenbrogius, est historien allemand, né à Brême en 1540, mort à Hambourg en 1616. 
Après avoir été notaire impérial à Hambourg, il entra dans les ordres et devint chanoine de cette ville. 

## Biographie
Né à Brême vers 1540, embrassa l’état ecclésiastique, et fut pourvu d’un canonicat au chapitre luthérien de Hambourg. Il s’appliqua surtout à la recherche des ouvrages historiques, et en publia plusieurs, alors inédits, avec des préfaces et des additions. Il mourut le 20 juin 1616, laissant deux fils qui ont acquis une réputation assez étendue par leur érudition. 

## Œuvres
- Chronique des gestes de Charlemagne (en allemand), Hambourg, 1593, in-4°. Ce n’est qu’un extrait des historiens qui avaient déjà écrit le même règne ; mais on reproche à l’éditeur d’avoir adopté les fables de l’archevêque Turpin.
- Historia compendiosa Daniæ regum, ab incerto auctore conscripta, Leyde, 1595, in-4°. Lindebrog a continué cette histoire jusqu’au règne de Christian IV.
- Historia archiepiscoporum Bremensium, ibid., 1585, in-4°. C’est l’histoire ecclésiastique d’Adam de Brême.
- Scriptores rerum germanicarum septentrionalium, nempe Saxonum, Slavorum, Vandalorum, Danorum, Norvegiorum, Suedorum, Hambourg, 1595, in-fol. Cette collection est utile, particulièrement pour l’histoire de Danemark ; on trouvera la liste des auteurs dont elle se compose dans le catalogue à la suite de la Méthode pour étudier l’histoire, par Nicolas Lenglet Du Fresnoy. Cette collection a été réimprimée par les soins de Johann Albert Fabricius, avec les Origines hamburgenses, de Peter Lambeck, ibid., 1706, in-fol.

## Source
« Erpold Lindenbrog », dans Pierre Larousse, Grand dictionnaire universel du XIXe siècle, Paris, Administration du grand dictionnaire universel, 15 vol., 1863-1890 [détail des éditions].